# Restio distractus
Restio distractus är en gräsväxtart som beskrevs av Maxwell Tylden Masters. Restio distractus ingår i släktet Restio och familjen Restionaceae. Inga underarter finns listade i Catalogue of Life.